# Віадук Парк-авеню
Віадук Парк-авеню також віадук Першинг-Сквер (англ. Park Avenue Viaduct) — проїжджа частина Мангеттена, Нью-Йорк. На якій здійснюється автомобільний рух по Парк-авеню від 40-ї до 46-ї вулиць. Віадук складається з двох секцій: сталевого віадука з двома смугами руху від 40-ї до 42-ї вулиць, а також двома парами смугм між 42-ю та 46-ю вулицями. Ділянка від 40-ї до 42-ї вулиці була визначена національною пам'яткою Нью-Йорка в 1980 році та була внесена до Національного реєстру історичних місць у 1983 році. Службові дороги Парк-авеню на рівні вулиць, які оточують віадук між 40-ю та 42-ю вулицями, називаються Першинг-сквер. Ділянка віадука між 42-ю та 46-ю вулицями проходить навколо Гранд-Сентрал-Стейшн та будівлі MetLife, а потім через будівлю Хелмслі. Всі три будівлі розташовані поперек осі проспекту з півночі на південь.

## Історія
У 1869 році Центральна залізниця Нью-Йорка побудувала Гранд-Централ-Депо як південну кінцеву станцію головної лінії Парк-авеню. Депо було розташоване вздовж осі Четвертої авеню (пізніше Парк-авеню), розділяючи авеню на дві частини: частину на південь від 42-ї вулиці та іншу на північ від 45-ї вулиці. Південна частина Парк-авеню була тихою дорогою, що пролягала через елітний анклав Муррей-Хілл, тоді як північна частина містила відкриту ділянку (пізніше перекриту), яка проходила магістраль Парк-авеню. Крім того, північний кінець тунелю Парк-авеню піднявся до рівня землі між 40-ю та 42-ю вулицями, розділивши 41-шу вулицю на дві частини на Парк-авеню. Депью Плейс проходила вздовж східної сторони депо, а Вандербільт-авеню — вздовж західної.